# Казыл
Казыл — река в Томской области России, левый приток Латата. Устье находится в 31 км от устья Латата по левому берегу. Длина реки составляет 14 км. Правый приток — Малый Казыл.

## Данные водного реестра
По данным государственного водного реестра России относится к Верхнеобскому бассейновому округу, водохозяйственный участок реки — Чулым от в/п с. Зырянское до устья, речной подбассейн реки — Чулым. Речной бассейн реки — (Верхняя) Обь до впадения Иртыша.
Код водного объекта — 13010400312115200021148.